# Jan Reš
Brig. gen. Jan Reš (rodné Jan Resch, 4. prosince 1896 Plzeň – 19. srpna 1942 Věznice Plötzensee) byl československý legionář, důstojník a odbojář z období druhé světové války popravený nacisty.

## Život

### Před první světovou válkou
Jan Resch se narodil 4. prosince 1896 v Plzni v rodině plavčíka Jana Resche a Marie, rozené Koptíkové. Mezi lety 1907 a 1914 vystudoval reálnou školu se zaměřením na matematiku.

### První světová válka
V době vypuknutí první světové války studoval Jan Resch na technické škole. Narukoval k prezenční službě u c. a k. armády, kde absolvoval základní výcvik a školu pro důstojníky dělostřelectva v záloze v Českých Budějovicích. V lednu 1915 byl odvelen do pole, kde postupně bojoval jako příslušník dělostřeleckého pluku na ruské, italské a rumunské frontě, kde v hodnosti praporčíka padl 28. září 1916 do zajetí. Již v prosinci téhož roku podal v Kišiněvě přihlášku do Československý legií, kam byl přijat 20. července 1917. Zpočátku sloužil u 33. střeleckého pluku francouzské armády, od 7. března 1918 ve 21. střeleckém pluku Československý legií ve Francii. Mj. se zúčastnil bitvy u Terronu. Službu ukončil v hodnosti kapitána. Během služby v legiích si počeštil příjmení.

### Mezi světovými válkami
Po návratu do Československa pokračoval Jan Reš v armádní službě. V roce 1919 se zúčastnil bojů o Těšínsko, poté působil jako pobočník zemského vojenského velitele v Praze. Následovalo studium na francouzské aplikační škole pro dělostřelectvo ve Fontainebleau, které zakončil v říjnu 1920. Po návratu sloužil jako velitel baterie a poté jako zatímní velitel oddílu u dělostřeleckého pluku 2 v Plzni. Mezi říjnem 1922 a říjnem 1925 vyučoval na Vojenské akademii v Hranicích, do července 1927 pak studoval na Vysoké škole válečné v Paříži. Po návratu působil jako důstojník generálního štábu u zemského vojenského velitelství v Bratislavě. Mezi roky 1930 a 1936 zastával funkce na hlavním štábu v Praze. V září 1936 se stal na rok velitelem oddílu u dělostřeleckého pluku 101 v Praze, poté zastával post podnáčelníka štábu velitelství V. sboru v Trenčíně. Během všeobecné mobilizace v roce 1938 působil na funkci podnáčelníka štábu VIII. sboru v Uherském Hradišti, po jejím ukončení se vrátil na Slovensko.

### Druhá světová válka
Po německé okupaci a rozpadu Československa v březnu 1939 se Jan Reš vrátil do Čech. Vstoupil do protinacistického odboje v řadách Obrany národa, kde se podílel na budování jejího ústředního vedení, vypracování mobilizačního plánu a směrnic pro převzetí moci v Protektorátu Čechy a Morava v případě převzetí moci po ozbrojeném povstání. Kromě toho se též podílel na vydávání a distribuci ilegálních tiskovin. V červenci 1939 byl ustanoven náčelníkem štábu zemského velitelství Obrany národa Čechy. Za svou činnost byl v prosinci 1939 zatčen gestapem a vězněn na Pankráci, Gollnowě a berlínské věznici Alt-Moabit. Dne 20. listopadu 1941 byl lidovým soudem odsouzen k trestu smrti a 19. srpna 1942 po páté hodině ranní popraven gilotinou v další berlínské věznici Plötzensee.

## Ocenění

### Vyznamenání
- Československý válečný kříž 1914–1918
- Československá revoluční medaile
- Československá medaile Vítězství
- Řád čestné legie V. třídy
- Croix de guerre
- Francouzská pamětní medaile na Velkou válku
- Verdunská medaile
- Řád rumunské koruny IV. třídy
- Čestný odznak polského jízdního dělostřelectva

### Posmrtná ocenění
- Jan Reš byl v roce 1946 in memoriam povýšen do hodnosti brigádního generála
- Janu Rešovi byl in memoriam udělen Československý válečný kříž 1939